# Gormogons
De Gormogons (volledig: Ancient Noble Order of the Gormogons) was een Brits geheim genootschap uit de 18e eeuw dat slechts korte tijd heeft bestaan.

## Geschiedenis
Het genootschap zou in 1724 zijn gesticht door de voormalig vrijmetselaar Philip Wharton. Een van de eerste verwijzingen naar de Gorgomons dateert uit 3 september 1724: in The Londen Post stond vermeld dat het genootschap duizenden jaren eerder was gesticht door een zekere Chin-Qua Ky-Po die de eerste keizer van China zou zijn geweest. Een mandarijn zou het genootschap naar Londen hebben gebracht, waar hij diverse mannen liet toetreden tot het genootschap.
Het is onduidelijk wanneer het genootschap ophield te bestaan. Soms wordt 1738 als einddatum genoemd, anderen menen dat de Gorgomons het volhielden tot 1799: toen werd een wet ingevoerd die alle geheime genootschappen - met uitzondering van de Vrijmetselarij - verbood. 

## Doelstellingen
Er zijn geen archieven of andere bronnen overgeleverd, waardoor onbekend is wat de doelstellingen van het genootschap waren. Uit de weinige door de groep gepubliceerde artikelen lijkt naar voren te komen dat het genootschap vooral als doel had de Vrijmetselarij belachelijk te maken. De Gorgomons zijn tijdens hun korte bestaan beschuldigd van Jakobitisme, waarschijnlijk omdat de eerste bekende grootmeester van het genootschap de jakobiet Andrew Michael Ramsay was. Uit de regelgeving van het genootschap blijkt dat het genootschap waarschijnlijk een charitatieve functie had. Verder zijn er enkele zegels bewaard gebleven waarop het teken van de Gormogons staat afgebeeld.

## Herkomst van de naam
Er zijn verschillende verklaringen voor de naam Gormogon. In Cassell’s Dictionary of Slang staat vermeld dat het woord is samengesteld uit de woorden 'gorgon' en 'dragon' en zo het nieuwe woord Gormagon vormt. De Oxford English Dictionary omschrijft Gormogon als een pseudo-Chinees, betekenisloos woord.
In 1811 omschrijft de Dictionary of the Vulgar Tongue de betekenis het woord Gormogon op een meer humoristische wijze door het neer te zetten als een sprookjesmonster met onder andere zes ogen, twee penissen, en poten waarvan vijf aan de ene en drie aan de andere kant zitten. De samensteller van dit boekwerk, Francis Grose, legt elders echter uit dat het om een man en vrouw te paard gaat; de vrouw houdt hierbij een amazonezit aan, waarmee het oneven aantal benen wordt verklaard.